# Negret xato
El negret xato o negre (Dalatias licha) és una espècie de tauró esqualiforme de la família dels dalàtids, freqüent a les llotges de peix dels Països Catalans.

## Descripció
- Cos allargat i una mica gruixut.
- Musell curt i arrodonit.
- Sense espines predorsals.
- Sense aleta anal ni membrana nictitant.
- Amb cinc parells de fenedures branquials.
- Presenta una coloració marró fosca.
- Pot arribar a fer 182 cm de longitud total.
- Els mascles maduren sexualment entre els 77 i 121 cm i les femelles ho fan entre els 117 i 159 cm.

## Hàbitat
Colonitza els fons de tota classe del talús continental, entre 37 i 1.800 m de fons. A la Mediterrània és força comú als 200 m. Sembla que és un tauró demersal solitari que, gràcies a l'alt contingut d'oli que té en el seu fetge, pot arribar a assolir la flotabilitat neutra. Pot sostenir-se i desplaçar-se sense fer servir les aletes.

## Alimentació
Al seu tracte digestiu s'han trobat osteïctis pertanyents a les famílies de cauliodòntids, estòmids, argentínids, paralepídids, cloroftàlmids, mictòfids, gonostomàtids, macrúrids, gàdids, merlúccids, apogònids, escorpènids i escòmbrids com el bonítol; peixos cartilaginosos com rajades, moixines, agullats, gutxos i negrets; invertebrats com els calamars, polps, amfípodes, isòpodes, llagostes, gambes, sinòfors i poliquets. A la Mediterrània, l'aliment principal són els peixos ossis durant tot l'any, altres petits taurons són consumits com a segones preses a la primavera i a l'hivern; els crustacis són més importants a l'estiu i els cefalòpodes a la tardor.

## Reproducció
És ovovivípar aplacentari. Les femelles pareixen de 10 a 16 cries que fan uns 30 cm de longitud total.

## Aprofitament
Tot i que la carn és bona, no presenta cap tipus d'interès culinari. Al Japó es pesca comercialment per la carn i per l'oli del fetge.